# Liste der Naturschutzgebiete in Offenbach am Main
In der hessischen Stadt Offenbach am Main gibt es zwei Naturschutzgebiete.
| Name                                 | Bild | Kennung              | Einzelheiten                                                           | Position | Fläche Hektar | Datum |
| ------------------------------------ | ---- | -------------------- | ---------------------------------------------------------------------- | -------- | ------------- | ----- |
| Rumpenheimer und Bürgeler Kiesgruben |      | 1413001 WDPA: 82463  | OSM-Link zur Kartendarstellung: „Rumpenheimer und Bürgeler Kiesgruben“ | ⊙        | 26,32         | 1983  |
| Erlensteg von Bieber                 |      | 1413002 WDPA: 162994 | OSM-Link zur Kartendarstellung: „Erlensteg von Bieber“                 | ⊙        | 75,2          | 1996  |
| Legende für Naturschutzgebiet        |      |                      |                                                                        |          |               |       |